# Arthur Rothrock
Arthur Dale Rothrock (* 7. Januar 1886 in Hancock County; † 28. Juni 1938 in Ada) war ein US-amerikanischer Sportschütze.

## Erfolge
Arthur Rothrock wurde 1908 nationaler Meister in der Disziplin freies Gewehr. 1920 nahm er an den Olympischen Spielen in Antwerpen teil, wo er mit dem Armeegewehr über 300 m eine vordere Platzierung verpasste, während er mit dem Kleinkalibergewehr über 50 m den zweiten Platz erreichte. Mit 386 Punkten blieb er fünf Punkte hinter Lawrence Nuesslein und gewann somit die Silbermedaille. In der Mannschaftswertung mit dem Kleinkalibergewehr wurde er gemeinsam mit Dennis Fenton, Willis A. Lee, Oliver Schriver und Lawrence Nuesslein Olympiasieger. Im Jahr darauf wurde er in Lyon im Dreistellungskampf mit dem freien Gewehr zudem Weltmeister.
Rothrock hatte ein Studium an der Ohio Northern University abgeschlossen. Während des Ersten Weltkriegs war er als Ausbilder an der Schützenschule in Camp Perry tätig. Wenige Tage vor seinem Ausscheiden aus dem aktiven Dienst verstarb Rothrock am 28. Juni 1938. Er bekleidete zuletzt den Rang eines Captains.